# Roy Jones Jr.
Roy Jones Jr. est un boxeur américain né le 16 janvier 1969 à Pensacola en Floride. Il a également la nationalité russe. Il a été champion du monde dans 4 catégories de poids différentes, des poids moyens aux poids lourds. Parallèlement à sa carrière en boxe, il a sorti plusieurs albums de rap. Il a également eu plusieurs rôles au cinéma, comme le capitaine Ballard dans Matrix Reloaded.

## Carrière

### Carrière amateur
Roy Jones a remporté en 1984 les Jeux olympiques juniors aux États-Unis (en 54 kg) puis les Golden Gloves en 1986 et 1987 dans les catégories super-légers puis super-welters. Il termine sa carrière amateur avec 121 victoires pour 13 défaites.
Roy est choisi pour représenter les États-Unis aux Jeux olympiques de Séoul en 1988 et sera médaillé d'argent. Il ne perd aucun round pendant toute la compétition jusqu’à la finale contre le Sud-Coréen Park Si-hun. Le résultat est pour le moins surprenant tant l'Américain semblait dominer son adversaire. L'arbitre, à la suite de la décision des juges, dit à Jones qu'il est abasourdi. Park Si-hun lui présente même ses excuses après le combat. Un des trois juges admettra que cette décision était une erreur.
Ce combat interroge un fonctionnaire du CIO qui mènera une enquête en 1997 et révélera ainsi que les trois juges ont été achetés par la Corée du Sud. Cela conduira à des appels : Jones aurait dû être déclaré vainqueur et champion olympique mais le CIO refusera de modifier le résultat. Roy Jones reçoit par ailleurs le Trophée Val Barker qui sacre le meilleur boxeur stylistique des Jeux. Il est le troisième combattant à l'obtenir sans avoir remporté la médaille d'or (après l'Américain Louis Laurie en 1936 et le Kenyan Philip Waruinge en 1968). Finalement, cet incident influera sur les organisateurs afin d'établir un nouveau système de notation pour la boxe olympique.

### Débuts professionnels
Déjà sparring partner de plusieurs boxeurs réputés comme le multiple champion du monde Sugar Ray Leonard et le futur champion du monde IBF des super-moyens Lindell Holmes, Roy Jones combat pour la première fois en pro le 6 mai 1989. Après 15 victoires consécutives, toutes obtenues avant la limite, il rencontre en janvier 1992 le mexicain Jorge Vaca, ancien champion du monde WBC des poids welters, et lui inflige un KO au 1er round sur un crochet du gauche. La même année, il rencontre l'argentin Jorge Fernando Castro. Il casse le nez de son adversaire au 2e round, et remporte la rencontre par décision unanime en 10 reprises.

### Champion du monde IBF des poids moyens
Après 3 nouvelles victoires, il affronte Bernard Hopkins en 1993 pour le titre IBF des poids moyens laissé vacant par James Toney. Il gagne le combat, et son premier titre mondial, par décision unanime. Il le défend face à Thomas Tate l'année suivante, remportant la victoire par KO technique au 2e round, puis le laisse vacant, pour passer dans la catégorie des super moyens.

### Champion du monde IBF des poids super moyens
Son premier combat dans la catégorie est pour le titre IBF face au double champion du monde James Toney, invaincu en 44 combats, le 18 novembre 1994 à Las Vegas. Roy Jones fait chuter Toney au 3e round, et le domine. Le combat ira au bout, pour une large victoire aux points sur les cartes des juges. En fin d'année, il est élu boxeur de l'année par Ring Magazine. Il défend son titre à 5 reprises jusqu'en octobre 1996, notamment contre l'ancien double champion du monde Vinny Pazienza, ou le canadien Eric Lucas.

### Montée en poids mi-lourds
Un mois et demi seulement après sa dernière défense du titre super moyens, il affronte le vétéran jamaïquain Mike McCallum, pour le titre WBC des poids mi-lourds. Avec sa victoire par décision unanime, il remporte le titre dans une 3e catégorie de poids. Le 21 mars 1997, il défend sa ceinture contre l'invaincu Montell Griffin. Il envoie son adversaire à terre au 7e round, puis au 9e, mais envoie un coup alors que Griffin est toujours à terre. Il est disqualifié et connait la première défaite de sa carrière. La revanche a lieu 5 mois plus tard, Roy Jones inflige à Griffin un KO au 1er round. Par la suite, Jones souhaite rencontrer James Buster Douglas au lieu de son challenger officiel Michael Nunn. La WBC ne reconnait pas ce combat et destitue Roy Jones Jr. Le 25 avril 1998, dans un combat sans titre en jeu, il fait face à l'ancien champion du monde Virgil Hill. Hill perd par KO pour la première fois de sa carrière, sur un coup au corps au 4e round. Ring Magazine lui décernera le titre de KO de l'année.

### Champion incontesté des poids mi-lourds

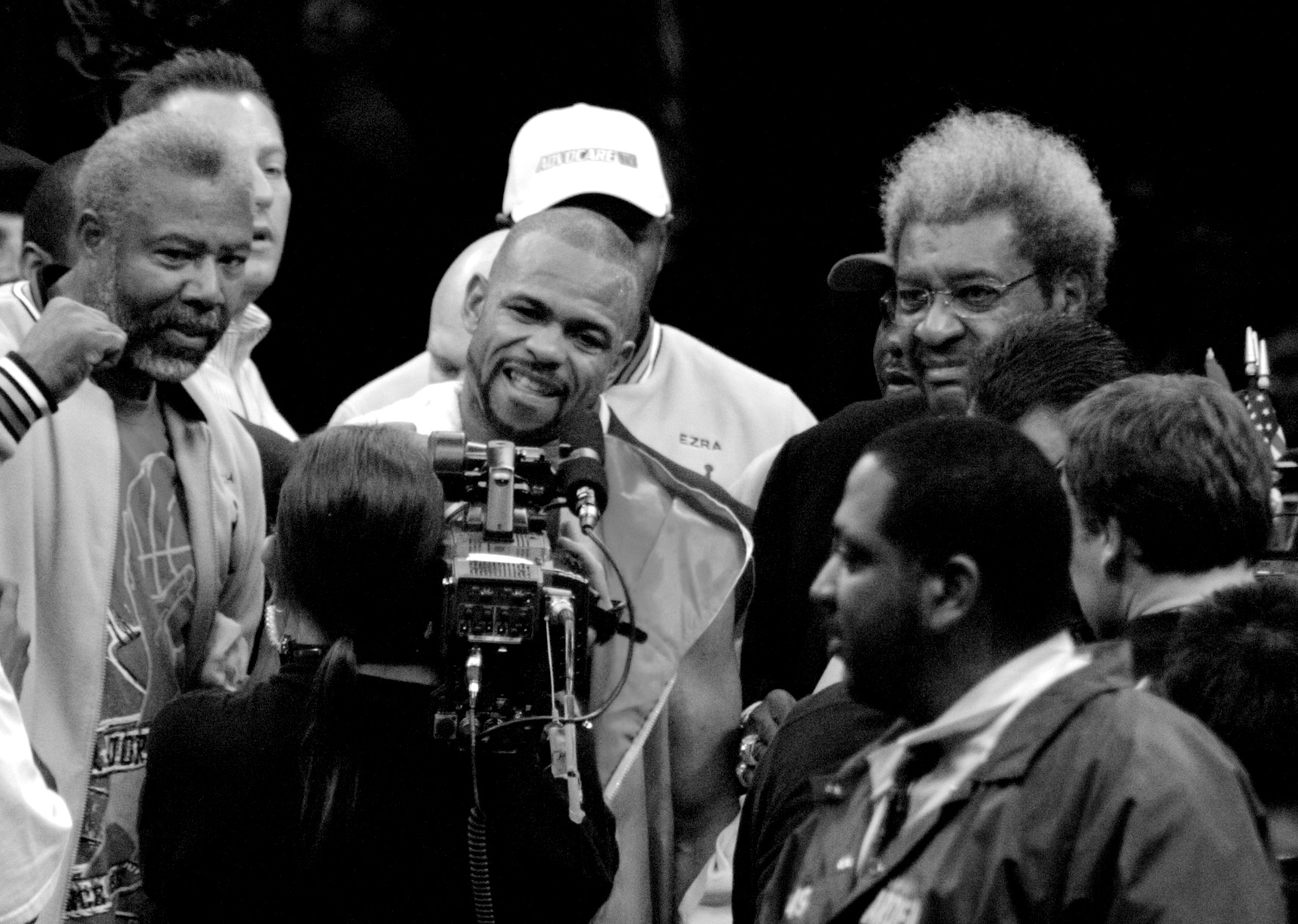
Roy Jones aux côtés de Don King

Le 18 juillet 1998, il affronte Lou Del Valle pour le gain des ceintures mondiales WBA et WBC des poids mi-lourds. Pour la première fois de sa carrière il est mis à terre, au 8e round, mais il domine le reste du combat, et le remporte avec une large avance aux points. En fin d'année, il défend ses ceintures face à l'ancien champion du monde des poids moyens Otis Grant. Jones, très mobile, nargue Grant à plusieurs reprises, qui éprouve des difficultés à le toucher, en raison de sa grande mobilité. Au 6e round, Jones contre un gauche d'Otis avec un uppercut droit, et l'envoie à terre. Il envoie à nouveau Otis au tapis au 10e round sur un direct. Otis se relève et souhaite reprendre, mais son coin l'arrête. Jones défend ses ceintures une nouvelle fois avec une victoire en 2 rounds, puis le 6 juin 1999, il rencontre Reggie Johnson, le détenteur de la ceinture IBF, dans un combat de réunification. Le combat va au bout, mais Jones envoie deux fois son adversaire à terre d'un direct du droit au premier round, et d'un rapide doublé droite gauche au 3e round. Il remporte le combat par décision unanime, ayant gagné tous les rounds selon les cartes des juges, il est désormais détenteur de 3 ceintures mondiales.
Durant l'année 2000, il bat David Telesco par décision unanime, Richard Hall par KO technique au 11e round, puis Eric Harding qui abandonne après 10 rounds, blessé au biceps gauche. Avec cette victoire, Jones emporte également le titre mineur IBO. En février 2001, il domine Derrick Harmon, le coin de ce dernier refusant de le laisser reprendre après 10 reprises. Jones avait jusqu'ici gagné tous les rounds selon les juges. Le 28 juillet, il bat par décision unanime Julio Cesar Gonzalez, l'envoyant à terre à 3 reprises, et gagne également les ceintures mineures WBF et IBA. En 2002, il bat au 7e round l'australien Glen Kelly, puis Clinton Woods, son coin jetant l'éponge à la 6e reprise. Champion incontesté de la catégorie depuis 4 ans, Roy Jones décide de laisser ses 6 ceintures vacantes pour passer en catégorie poids lourds.

### Champion du monde des poids lourds
Il combat pour la première fois en catégorie poids lourds le 1er mars 2003 contre le champion du monde WBA, John Ruiz, qui défend cette ceinture pour la 3e fois. Jones a l'occasion de devenir le premier ancien champion du monde des poids moyens à remporter le titre des lourds depuis 106 ans, et la victoire de Bob Fitzsimmons en 1897. Jones remporte la majorité des rounds, désigné vainqueur par décision unanime des juges. Il choisit de ne pas défendre son titre, et redescend immédiatement en catégorie mi-lourds.

### Roy Jones Jr contre Antonio Tarver
Pour son retour chez les mi-lourds en novembre 2003, Roy Jones affronte Antonio Tarver pour les titres WBC et WBA, à Las Vegas. Il remporte le combat par décision majoritaire, et devient le premier tenant du titre de champion du monde poids lourds à descendre de catégorie et remporter le titre en poids mi-lourd. La revanche est programmée le 15 mai 2004. Au 2e round, un court crochet du gauche envoie Roy Jones Jr à terre. Ce dernier se relève péniblement, mais l'arbitre ne le laisse pas reprendre le combat, Jones connait sa première défaite par KO et perd ses ceintures. Ring Magazine nommera cette victoire KO de l'année. Son combat suivant a lieu contre Glen Johnson, le tenant de la ceinture IBF. Battu par plusieurs anciennes victimes de Jones, Johnson ne part pas favori. Mais à la 9e reprise, un crochet du droit envoie Jones à terre, il connait la 2e défaite de sa carrière. Ring Magazine nommera ce combat Surprise de l'année. Il s'agit du dernier combat de Roy Jones Jr pour une ceinture majeure. Le 1er octobre a lieu la belle contre Antonio Tarver. Le combat cette fois-ci va au bout, mais Jones est battu par décision unanime, pour sa 3e défaite consécutive.

### Derniers grands combats

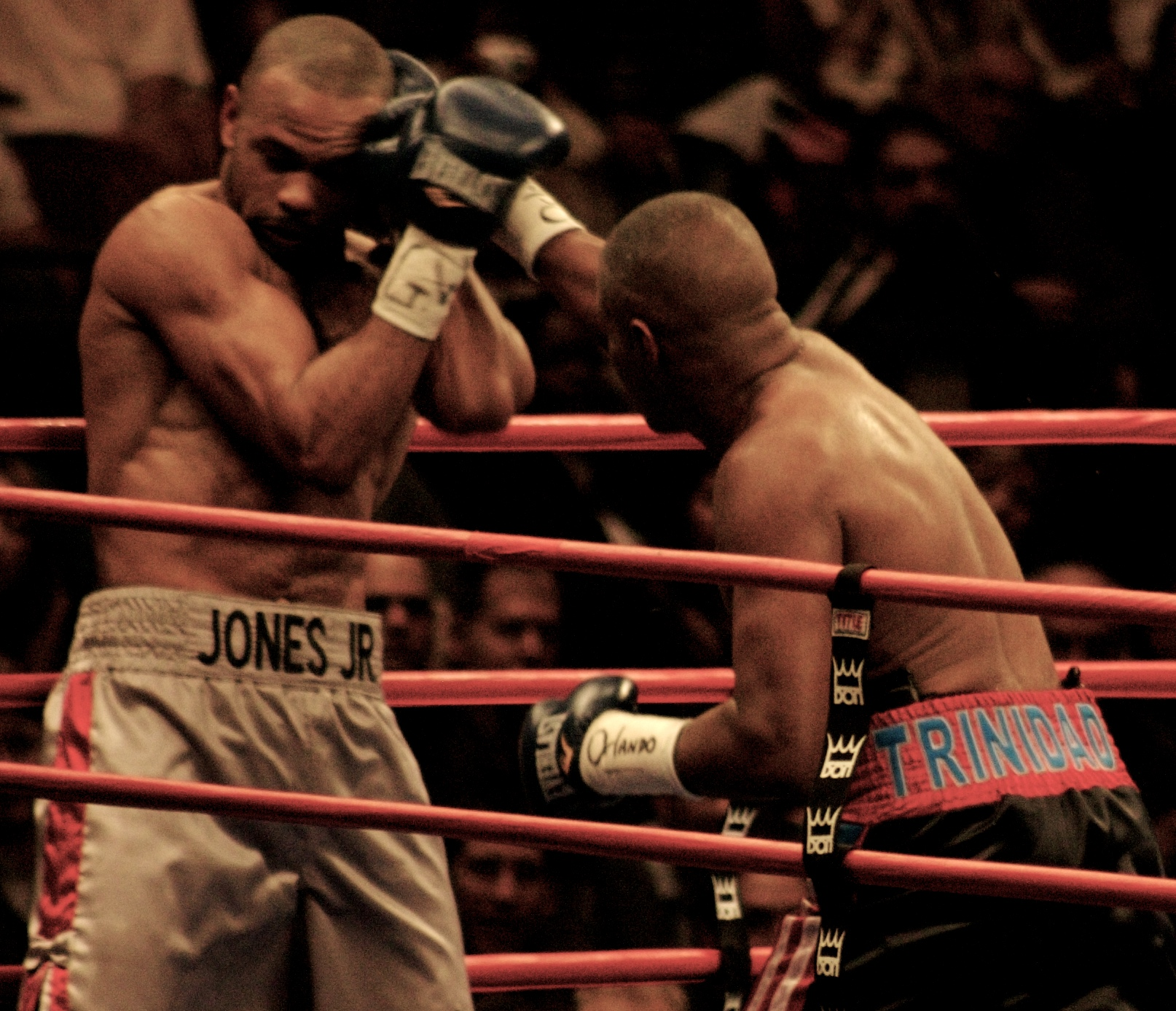
Roy Jones face à Felix Trinidad

Le 29 juillet 2006, Jones est opposé à Prince Badi Ajamu pour la ceinture de champion nord-américain. Jones remporte le combat par décision unanime, face un adversaire pénalisé à deux reprises pour coup bas. Un an plus tard, il inflige à Anthony Hanshaw sa première défaite, pour le gain de la ceinture internationale IBC. Il s'impose par décision unanime après avoir envoyé Hanshaw à terre au 11e round. Le 19 janvier 2008, il affronte dans un combat sans titre en jeu le quintuple champion du monde Félix Trinidad au Madison Square Garden. Après un départ prudent, Jones va accélérer et envoyer son adversaire à terre au 7e et au 10e round. Jones s'impose aux points par décision unanime, Trinidad raccroche les gants à l'issue de ce combat.
En novembre 2008, il combat l'ancien champion du monde des poids moyens, Joe Calzaghe, invaincu en 45 combats. Au premier round, Jones envoie Calzaghe au tapis d'un crochet du droit, mais il perd le combat par décision unanime, les juges le donnant perdant des 10 derniers rounds. Le 21 mars 2009, il s'empare une nouvelle fois de la ceinture de champion nord-américain en battant Omar Sheika par KO technique au 5e round. Il défend ce titre contre l'ancien champion du monde des poids super-moyens Jeff Lacy, qui abandonne à l'appel de la 11e reprise.

### Fin de carrière
À désormais 40 ans passés, Roy Jones va enchainer une nouvelle série de 3 défaites : Il est battu par KO technique au 1er round par Danny Green en décembre 2009 pour le gain de la ceinture mineure IBO. Le 3 avril 2010, 17 ans après leur premier affrontement, il accorde sa revanche à Bernard Hopkins. Ce combat va décevoir les fans : Les deux boxeurs sont peu actifs, échangent des coups irréguliers, et font du cinéma. Jones perd ce combat par décision unanime. Le 21 mai 2011, il fait face à Denis Lebedev. Dans le dernier round, Lebedev coince Jones dans les cordes et place une série qui pousse l'arbitre à arrêter le combat. Jones restera à terre plusieurs minutes avant de quitter le ring.
À partir de 2011, il enchaine 8 victoires contre des faire valoirs, remportant deux titres mineurs : UBO en 2011, et WBU en 2013. Le 12 décembre 2015 à bientôt 47 ans il affronte  à Moscou sous le drapeau russe l'ancien champion du monde WBO des lourd-légers Enzo Maccarinelli et est battu par KO à la quatrième reprise. En août 2015, il demande la citoyenneté russe en Crimée lors de sa rencontre avec le président Vladimir Poutine. Une requête qui sera acceptée.
Le 28 novembre 2020, il remonte sur les rings à l'occasion d'un match exhibition contre la légende Iron Mike Tyson au Staples Center de Los Angeles, CA (États-Unis). Le combat se termine par un match nul, après 8 reprises de 2 minutes.

## Style de boxe
Roy Jones Jr avait une boxe basée sur la vitesse. Son crochet du gauche étant son arme favorite, il a souvent mis KO ses adversaires en le plaçant au menton, aidé par sa longue allonge. Sa défense réside principalement dans ses esquives. Une des caractéristiques de la boxe de Roy Jones est sa garde Hitman : elle lui offre des possibilités offensives particulières, autant au niveau des contres que des initiatives. Il apparait décontracté, et provoque souvent ses adversaires. Son biceps gauche est par exemple particulièrement développé.

## Distinctions
- Roy Jones Jr. est élu boxeur de l'année en 1994 par Ring Magazine.
- Sa victoire au 12e round contre Virgil Hill est élue KO de l'année en 1998.
- Il est membre de l'International Boxing Hall of Fame depuis 2022.

## Carrière musicale
Parallèlement à sa carrière sportive, il a sorti plusieurs albums de rap, notamment Round one: the album et Body Head Bangerz: volume one.

## Filmographie
Sauf indication contraire, les informations mentionnées dans cette section peuvent être confirmées par la base de données cinématographiques IMDb,  présente dans la section « Liens externes ».
- 1997 : L'Associé du diable (The Devil's Advocate) de Taylor Hackford : lui-même (non crédité)
- 1998 : The Sentinel (série TV) - 1 épisode : Sweet Roy Williams
- 1999 : Les Frères Wayans (The Wayans Bros.) (série TV) - 1 épisode : lui-même
- 2000-2002 : Arliss - 2 épisodes : lui-même
- 2003 : Matrix Reloaded (The Matrix Reloaded) des Wachowski : capitaine Ballard
- 2003 : Enter the Matrix (jeu vidéo) : capitaine Ballard (voix)
- 2007 : Roy Jones Junior: The Return of a Champion (documentaire) de Ron Sperling : lui-même
- 2010 : Fighter (The Fighter) de David O. Russell : l'annonceur du combat
- 2010 : Mon beau-père et nous (Little Fockers) de Paul Weitz : un invité à la fête
- 2012 : Universal Soldier : Le Jour du jugement (Universal Soldier: Day of Reckoning) de John Hyams : Mess Hall Unisol
- 2013 : Grudge Match: de Peter Segal et Sylvester Stallone: Juge du combat
- 2015 : La Rage au ventre (Southpaw) d'Antoine Fuqua : lui-même
- 2015 : Blaq Gold (téléfilm) de Marcello Nine : Mercury Edwards